# 卫斯理礼拜堂
卫斯理礼拜堂（英語：Wesley's Chapel），原名城市路禮拜堂（City Road Chapel），是位於英國伦敦的循道会教堂，由循道宗共同创始人约翰·衛斯理建立于1778年，以取代原来的铸造厂礼拜堂。其被認為是世界衛理宗教會的母堂，现在連同其腹地內的循道宗博物馆及约翰衛斯理故居，成為一处旅游景点。
1776年，约翰·衛斯理向伦敦市申请建立新教堂的地点，获得城市路（City Road）的一块土地。在筹集了大量资金后，于1777年4月21日为新教堂奠基。新教堂的建筑师是伦敦市的测量师，也是铸造厂礼拜堂的信徒，George Dance the Younger。营造商Samuel Tooth也是铸造厂礼拜堂的信徒。1778年诸圣日举行献堂仪式。

## 建筑

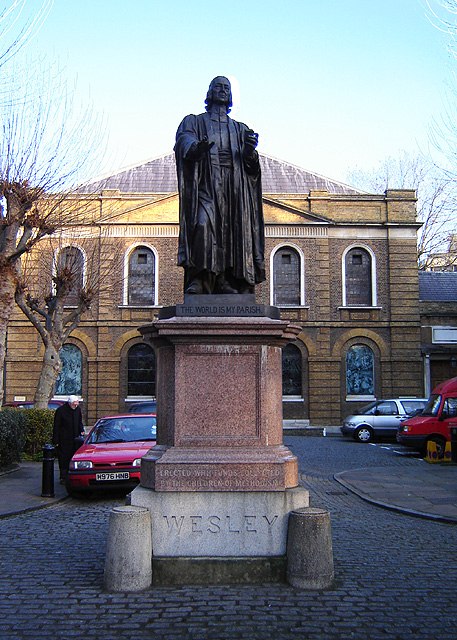
卫斯理礼拜堂前的雕像

这座教堂被列为一级登录建筑，是一座典型的乔治式建筑，但是已经经历许多变化。最初的教堂既没有花窗玻璃也没有管风琴。最初的柱子是乔治三世捐赠的桅杆。1891年，用来自海外卫理公会的捐赠，将原来的柱子换成法国碧玉柱子。

## 约翰·衛斯理故居

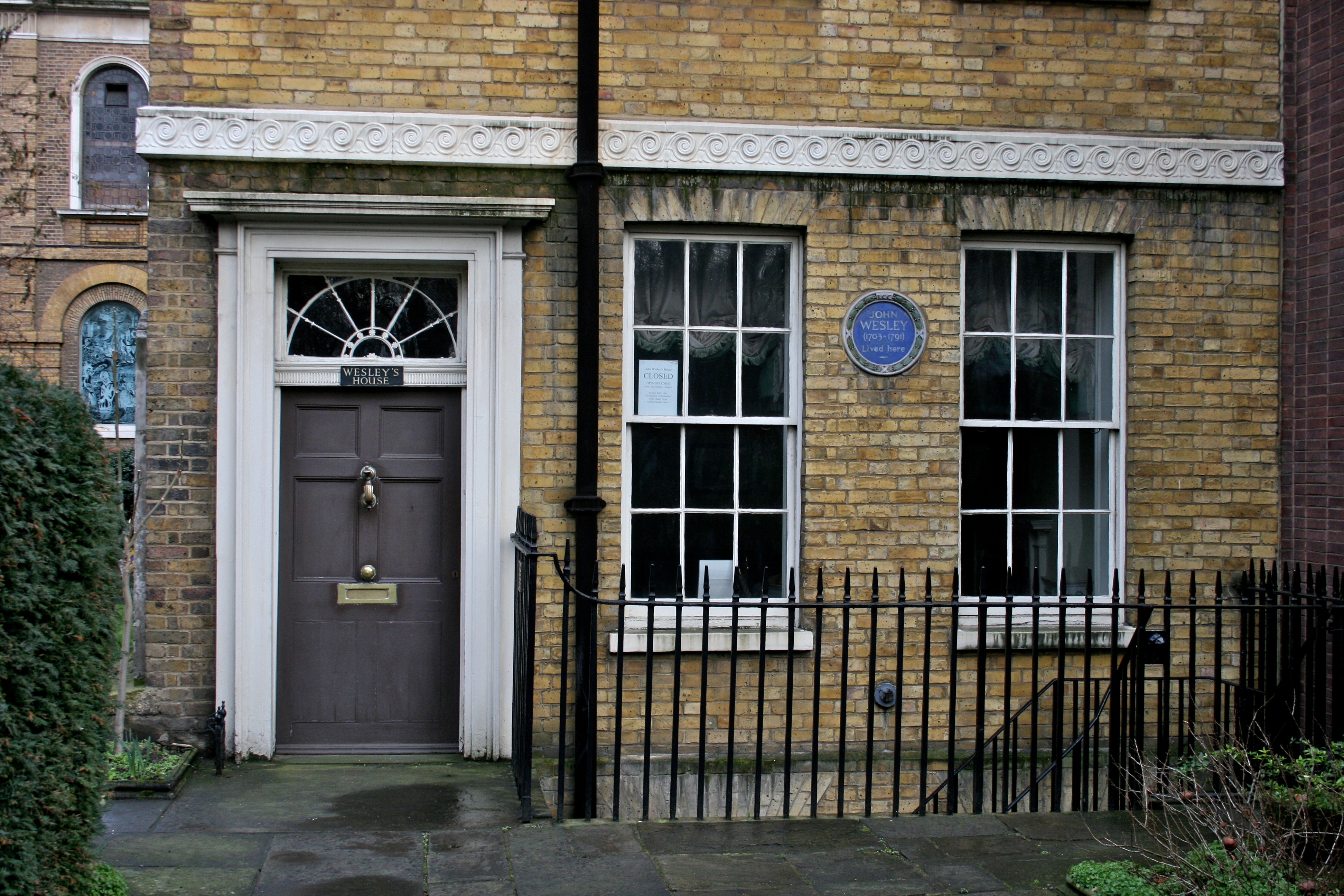
约翰·衛斯理故居

约翰·衛斯理还在礼拜堂之侧兴建了自己的住所。他在此处度过了生命中的最后十一年，这座故居也被列为一级登录建筑。这座房子是保存完好的18世纪中产阶级住宅。他于1791年3月2日在此去世，一周后安葬在礼拜堂后面的花园内，和六位传道人、他的姐妹玛莎·霍尔，以及他的医生和传记作家约翰·怀特海德安葬在一起。

## 卫理宗博物馆
卫理宗博物馆设在卫斯理礼拜堂的地下。